# Teatr Broadway

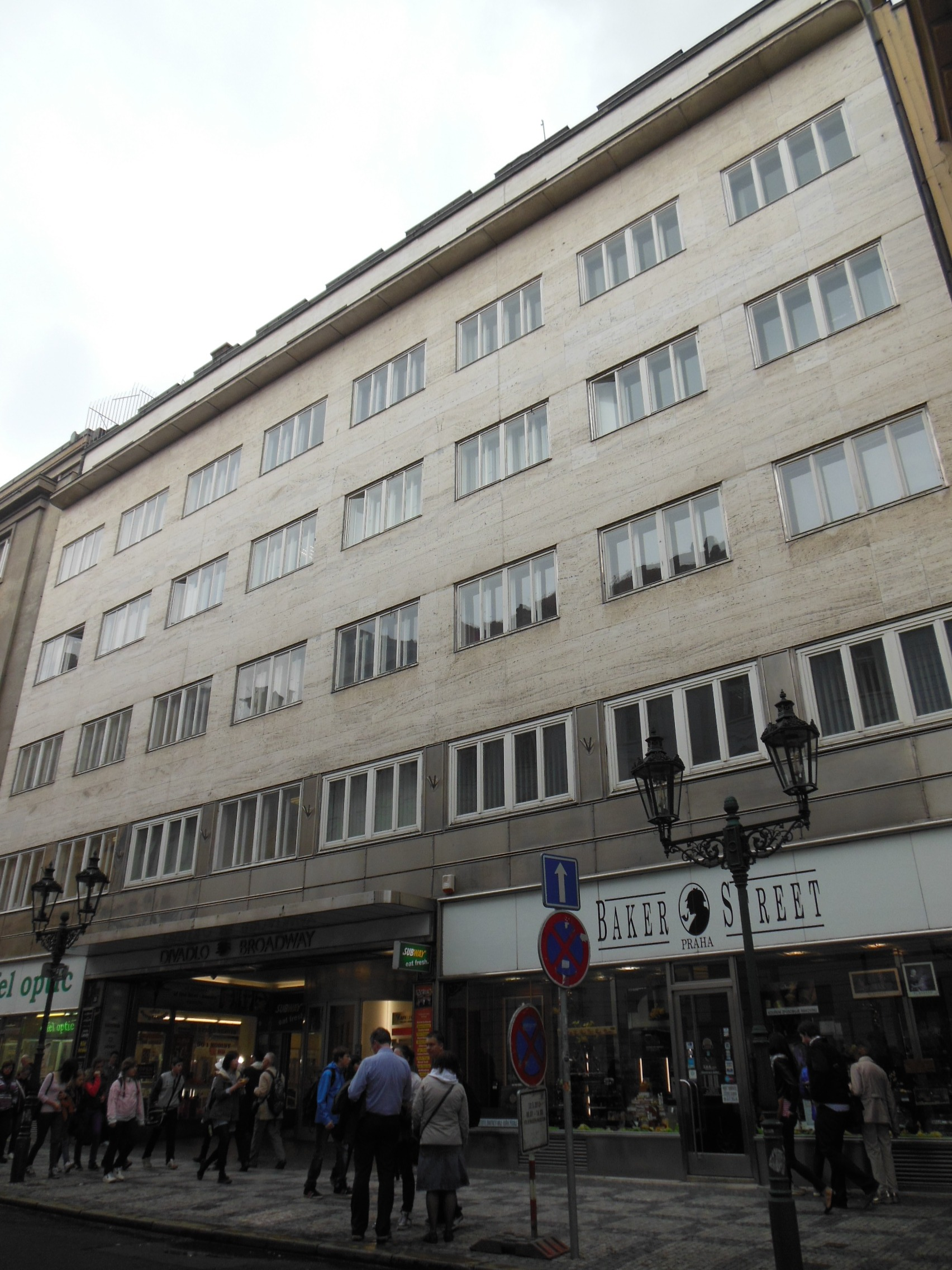
Budynek teatru (Praga)

Teatr Broadway (cz. Divadlo Broadway) – praski teatr. Został otwarty w 2002 roku. Skupia się na produkcji musicali.